# بيرغر يوهانسون
بيرغر يوهانسون (بالفنلندية: Birger Johansson)‏ هو راكب الكنو فنلندي، ولد في 20 سبتمبر 1910، وتوفي في 4 يناير 1940.

## وصلات خارجية
- بيرغر يوهانسون على موقع أوليمبيديا (الإنجليزية)